# Oman al-Wusta
Oman al-Wusta (Arabisch: عُمان الوسطى; ʿUmān al-Wusṭā; "Midden-Oman") is een historisch gebied in het huidige sultanaat Oman. Het bevond zich in het binnenland vanaf de havenstad Masqat achter het massief Jabal Achdar ("groene gebergte") en had haar centrum in de stad Nizwa in de huidige regio Ad Dachiliyah. Samen met Masqat en Dhofar vormde het onderdeel van het sultanaat Masqat en Oman maar na de staatsgreep van 1970 werd de naam Oman gebruikt voor het hele land.

## Geschiedenis
Het gebied werd bestuurd door ibaditische imams die geestelijke en vaak ook politieke macht uitoefenden over het gebied. Er waren vaak spanningen tussen deze imams en de sultans van Masqat en in 1913 leidde de tot nieuwe imam verkozen Salim ibn Rasjid al-Charusi tot de uitroeping van het Imamaat Oman (Arabisch: إمامة عُمان; Imāmat ʿUmān) met de hoofdstad in Nizwa. In 1954 poogde de nieuwe imam Ghalib ibn Ali meer onafhankelijkheid te verkrijgen van Masqat, een opstand die leidde tot een vijf jaar durende strijd die sultan Said ibn Taimur, met steun van de Britten, uiteindelijk won. In 1957 werd Nizwa veroverd, de imam afgezet en verbannen en zijn positie afgeschaft. In 1959 werden de laatste troepen van het imamaat verslagen. De naam Masqat en Oman werd later wel veranderd naar Sultanaat Oman. Hoewel het imamaat was verslagen zou het nog enkele postzegels uitgeven van dubieuze waarde met de opdruk Staat Oman (Arabisch: دولة عُمان; Dawlat ʿUmān.
Momenteel wordt het woord Oman al-Wusta ook wel gebruikt om te verwijzen naar het huidige sultanaat exclusief de exclaves Musandam en Madha.